# Institut d'administration des entreprises d'Aix-en-Provence

Ancien logo jusqu'en 2015.

Pour des articles plus généraux, voir Institut d'administration des entreprises et Aix-Marseille Université.
 (mars 2010).
Si vous disposez d'ouvrages ou d'articles de référence ou si vous connaissez des sites web de qualité traitant du thème abordé ici, merci de compléter l'article en donnant les références utiles à sa vérifiabilité et en les liant à la section « Notes et références ».
L’Institut d'administration des entreprises d'Aix-en-Provence est une composante de l'université d'Aix-Marseille. C'est le premier institut d'administration des entreprises créé, en 1955. Il fait partie du réseau IAE France.

## Histoire
Fondé par le Professeur Pierre Tabatoni en 1955, L’IAE Aix-Marseille est la première école de management publique française,. Le ministère de l’Enseignement charge son fondateur, qui avait étudié et enseigné à Harvard, de concevoir une école d’après le modèle américain d’école de management qui avait largement fait ses preuves.
En parallèle du développement d’une offre de formation initiale de niveau bac + 5, l’IAE crée des programmes pour cadres et des programmes en formation continue à partir du début des années 1970. En 1874, le centre de recherche est mis en place (CEROG, devenu CERGAM en 2008) et un programme doctoral est lancé.
Les années 1980 sont marquées par une forte internationalisation des activités de l’école : un premier programme pour cadres, organisé par un ensemble d’établissements, l’IPT (International Teachers’ Programme), est élaboré en collaboration avec la London Business School and SDA Bocconi (Italie). Des partenariats avec de nombreuses universités[Lesquelles ?] en Europe et en Amérique du nord sont signés.
Au cours des années 1990, l’IAE met au point ses programmes de MBA, dont l’EURO*MBA, un programme piloté par un ensemble d’écoles. De même, à partir de 1996, les programmes de l’IAE s’ouvrent progressivement à l’alternance. En 2020, l’ensemble des masters spécialisés sont proposés en alternance et contrats professionnels[source insuffisante].
La première accréditation EQUIS est obtenue en 1999, AMBA a suivi en 2004 et 2005 pour les programmes MBA et MSc.
À partir de septembre 2011, l’IAE propose des programmes de Master of Science à la place de ses 11 masters professionnels. Selon l’UNEF, cette transformation vise à « déréglementer les frais d'inscription payés par les étudiants ».
À la suite de la fusion des universités de l’aire marseillaise en 2012, l’IAE devient une composante d’Aix-Marseille université.
En 2020, l’IAE Aix-Marseille est la seule école de management publique qui détient une double accréditation AMBA[réf. nécessaire] (Euro*MBA) et EQUIS et qui figure dans les classements du Financial Time des meilleurs masters en management.
De 2013 à juillet 2020, l'institut est dirigé par Virginie de Barnier, dont les méthodes de direction autoritaires déclenchent des alertes à partir de l’automne 2018, les personnels dénonçant des humiliations publiques et un manque de respect. En 2018, Yvon Berland ne donne pas suite, mais en juillet 2020, le nouveau président de l'université Éric Berton nomme Virginie de Barnier vice-présidente déléguée à la fondation AMU et la remplace par une administratrice provisoire,. E
n 2019, sous la direction de Virginie de Barnier, l'IAE Aix-Marseille arrive en 33e position du classement du Financial times des masters en management en Europe. Une belle remontée alors qu’il était 51e en 2018. «Nous sommes très fiers de ce résultat qui reflète une stratégie d’excellence mise en œuvre depuis 6 ans et à laquelle tout le personnel et les enseignants-chercheurs contribuent pleinement», s’est réjouie Virginie de Barnier, directrice de l’IAE Aix-Marseille .
En 2021, sous la direction d’Antonin Ricard, l’institut connaît une « chute vertigineuse » dans le classement Financial Times des meilleures business schools d’Europe avec moins 21 places passant de la 58e place à la 79e

## Direction
- de 1955 à 1961 : Pierre Tabatoni
- de décembre 1961 à décembre 1963 : Jean-Claude Perrin
- de décembre 1963 à mai 1968 : Pierre Lucas
- de mai 1968 au 13 octobre 1973 : Maurice Saias
- du 20 décembre 1973 au 7 mars 1978 : André Rougier
- du 7 mars 1978 au 4 juin 1981 : Pierre Eiglier
- du 4 juin 1981 au 24 juin 1983 : Michel Montebello
- du 24 juin 1983 au 25 mars 1988 : Pierre Batteau
- du 25 mars 1988 au 23 février 1990 : Jean-Louis Chandon
- du 23 février 1990 au 12 juin 1992 : Joseph Ciarlo
- du 12 juin 1992 au 16 octobre 1993 : Pierre Batteau
- du 16 octobre 1993 au 1er septembre 1998 : Robert Weisz
- du 1er septembre 1998 au 31 août 2001 : Patrick Rousseau
- du 1er septembre 2001 au 31 août 2009 : Alain Ged
- du 1er septembre 2009 au 31 août 2013 : Patrick Rousseau
- du 1er septembre 2013 au 30 juin 2020 : Virginie de Barnier
- du 1er juillet 2020 au 16 mai 2021: Ariel Mendez (administration provisoire)
- depuis 17 mai 2021 : Antonin Ricard

## Formations
L’IAE Aix-Marseille offre des programmes universitaires du master au doctorat, ainsi que des MSc et MBA, spécialisés dans les différents domaines du management. 17 programmes sont proposés dont 7 entièrement enseignés en anglais. La plupart des cursus sont proposés en alternance et en formation continue (diplômante ou certifiante).

### Programmes de recherche
Le master recherche, études et conseil en sciences de gestion est adossé à l’IAE et pour partie à l'IMPGT (Institut de Management public et gouvernance territoriale)[Quoi ?]. Il permet aux étudiants de se spécialiser dans les cinq options suivantes : finance ; audit ; contrôle, marketing, management public ; stratégie et gestion des ressources humaines.
Le doctorat en sciences de gestion peut être fait en double sceau[pas clair] avec le Phd de l'ESSEC.
Le Master of Philosophy (Mphil) en management prépare à l’entrée en master 2 recherche, études et conseil, qui est un prérequis pour les études doctorales. Au cours de leur année de Mphil, les étudiants renforcent ou acquièrent les bases techniques en management, se familiarisent avec la recherche, l’étude et le conseil.
Le DESU recherche en sciences de gestion propose une formation à la recherche qui prépare les candidats aux missions d’études et de conseils fondées sur les méthodes d’investigation en sciences de gestion dans l'optique d'une poursuite d'étude en doctorat de sciences de gestion.

## International

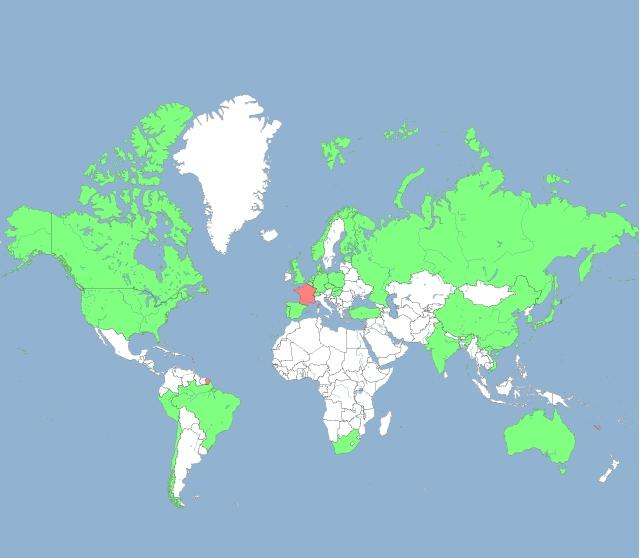
Programme d'échanges de l'IAE d'Aix-en-Provence (pays présentant au moins une université partenaire).

L'IAE accueille des participants représentant plus de 50 nationalités différentes[source insuffisante] ainsi que des enseignants et intervenants du monde entier. Il est notamment possible de poursuivre l’intégralité de son cursus en anglais. Des échanges universitaires sont possibles dans une soixantaine d'universités partenaires.

## Classements et accréditations
L’IAE est en 2020 le seul[non neutre] établissement public français, avec l’université Paris-Dauphine, à posséder la double accréditation internationale EQUIS et AMBA (Euro*MBA)[réf. souhaitée]. L'IAE Aix possède également l'accréditation Eduniversal.
En 2019, l’IAE est 33e du classement européen des masters en management (7e français), alors qu’il était 51e l’année précédente,.
14 diplômes de l’IAE sont présents dans le classement SMBG/Eduniversal des meilleurs masters, MS et MBA[source insuffisante].
En 2020, dans la catégorie « masters des IAE (Bac +5) » du classement MOCI, le 1er est l’International Master in Management Information Technology de l'IAE d’Aix-Marseille

## Anciens élèves
L'Association des diplômés (IAE Aix Alumni) regroupe les anciens élèves de l'IAE. Elle a pour but de proposer divers services (annuaires) et événements (rencontres, conférences, débats)  pour ces derniers et également les étudiants en cours de formation.

### Personnalités du monde des affaires
- Guillaume Faury : directeur général d’Airbus[25]
- André Einaudi : président-directeur général d'Ortec en mars 1997[26]
- Jacques Sénéca : vice-président exécutif de Gemalto en 2003, entreprise du secteur de la sécurité numérique[27],[28]
- Bernard Gainnier : président France et Afrique francophone de PricewaterhouseCoopers (PwC) depuis 2013[29]
- Julien Meriaudeau : président-directeur général de SQLI, groupe de services et d'ingénierie informatique[30]
- Christophe Angely : ancien vice-président de Barclays, 4e banque mondiale (selon son actif), 6e plus vieille banque au monde[31]
- Helen Willems : présidente France et Belgique de Beiersdorf (Nivéa, N°2 mondial  des cosmétiques, de la dermo-cosmétique et des premiers soins) [32][source insuffisante]
- Maria Modrono : directrice marketing d'Euler Hermes[33]
- Bernard Coulaty : directeur international des ressources humaines de Pernod Ricard, N°2 mondial des spiritueux en 2003[34]
- Alain Batty : ancien directeur des ventes Europe chez Ford, ancien Chief Executive Officer (CEO) de Ford Canada, gérant de Batty & Associates[35]
- Thierry Pomaret : directeur général du Crédit agricole Alpes Provence[36],[37]
- David Hairion : entrepreneur[38]
- Éric Joulié : directeur de Teradata France, constructeur et éditeur de solutions informatiques (leader mondial des solutions analytiques en 2013)[39]

### Personnalités politiques
- Marie-Arlette Carlotti : ministre déléguée chargée des personnes handicapées (2012-2014), députée européenne (1996-2009), députée de la 5e circonscription des Bouches-du-Rhône[40]
- Patrick Mennucci : maire du premier secteur de Marseille (2008-2014), élu communautaire à la Communauté urbaine Marseille Provence Métropole, député de la 4e circonscription des Bouches-du-Rhône, membre du Conseil municipal de Marseille[41]
- Jacky Gérard : vice-président du conseil général des Bouches-du-Rhône, maire de Saint-Cannat, chevalier du Mérite Agricole[42]

### Autres
- François Beaudonnet : journaliste télévision et radio, spécialiste des questions européennes (France Inter, France 2, Public Sénat, LCP)[43]
- Emmanuel Métais : directeur général de l'EDHEC[44]
- Erno Tornikoski : spécialiste finlandais en gestion et entrepreneuriat[45]
- Serge Yves Ruquet : écrivain
- Jean-Paul Leonardi : fondateur de Grenoble École de management et ancien directeur de l'Euromed[46]

## Universités et écoles partenaires
En plus des programmes d'échanges, l'institut a noué des partenariats avec des établissements français et étrangers.

### En France
- INSEAD
- ESSEC
- Audencia Nantes
- Centrale Marseille
- Arts et Métiers ENSAM ParisTech
- Polytech Marseille
- Institut d'études politiques d'Aix-en-Provence

### À l'étranger
70 partenaires dont :
- EADA Business School (Espagne)
- Université de Turku - Turku School of Economics
- Université de Maastricht - School of Business and Economics
- Université de Tilbourg - Tilburg School of Economics and Management (TISEM)
- Université du Wisconsin – Madison (USA)
- Université Bentley - Massachusetts (USA)
- CFVG - Centre franco-vietnamien de gestion (Vietnam)
- HEC Montréal (Montréal, Canada)
- Université d'État de la Caroline du Nord (États-Unis)